# Valfjället
Valfjället är ett berg med en skidanläggning i Eda kommun, Värmland, mitt i gränslandet mellan Norge och Sverige. På 70-talet tämjde man de östra sluttningarna och byggde Valfjällets skidanläggning. Denna omfattar idag 12 nerfarter i varierande svårighetsgrad och 5 liftar. I anslutning till anläggningen finns också en stugby.